# Stomu Takeishi

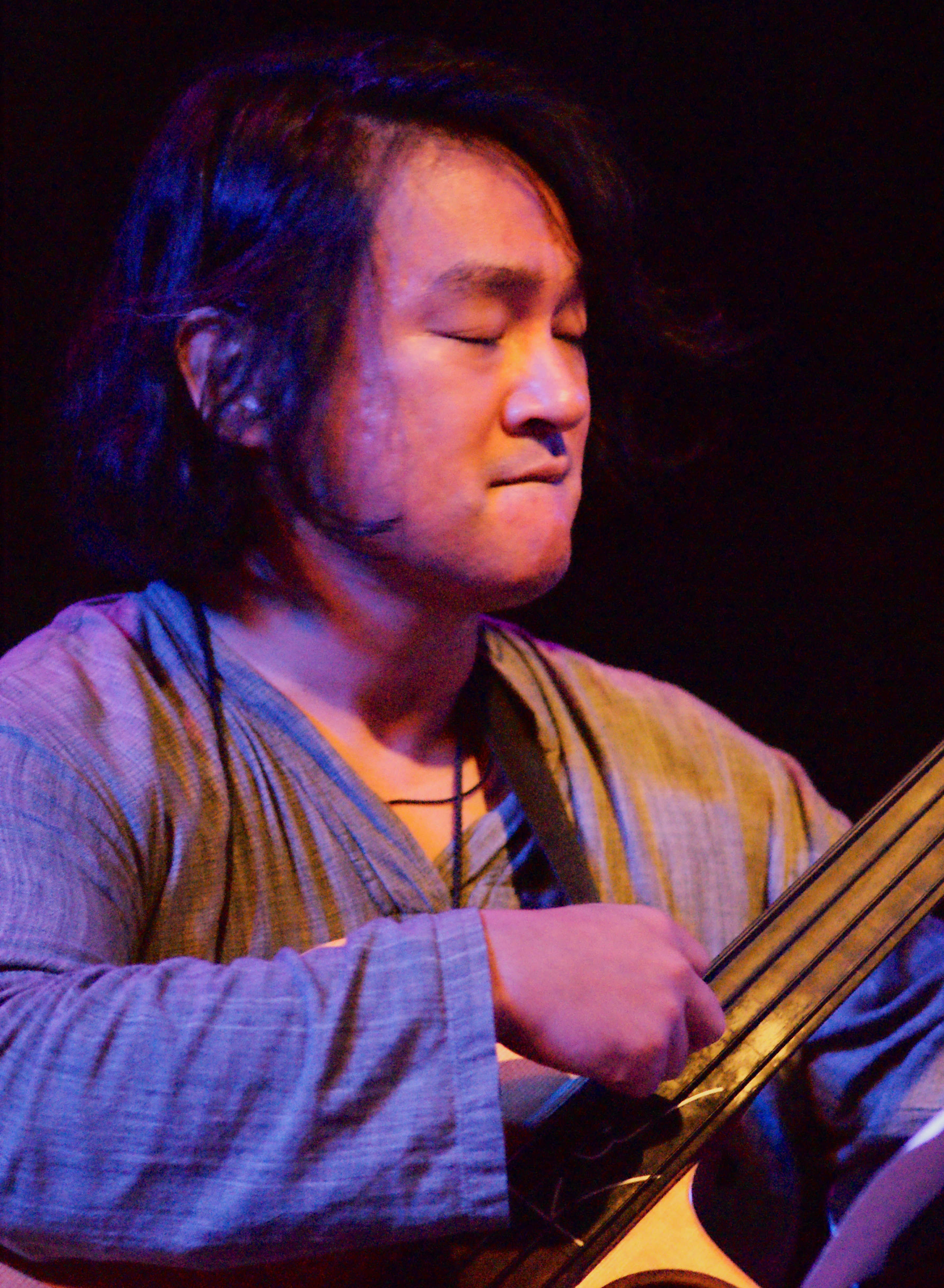
Stomu Takeishi (2011)

Stomu Takeishi (jap. 武石 務, Takeishi Tsutomu; * 1964 in Mito) ist ein japanischer Bassgitarrist des Creative Jazz.

## Leben und Wirken
Takeishi begann als Koto-Spieler. 1983 zog er in die USA, um am Berklee College of Music zu studieren. 1986 ging er nach New York City. Dort machte er sich einen Namen am Fretless Bass als Mitglied in Paul Motians Electric Bebop Band, in Henry Threadgills Make a Move and Zooid, in Myra Melfords Crush Trio (mit Schlagzeuger Kenny Wollesen), und in Erik Friedlanders Topaz (mit seinem Bruder Satoshi Takeishi als Perkussionist). Mit den meisten dieser Gruppen trat er auch in Europa auf. Auch spielte er bei Don Cherry, Dave Liebman, Randy Brecker, Wynton Marsalis, Cuong Vu und Butch Morris.
2009 und 2010 führte Takeishi im Kritikerpoll des Down Beat als Rising Star bei den E-Bassisten.

## Diskographische Hinweise

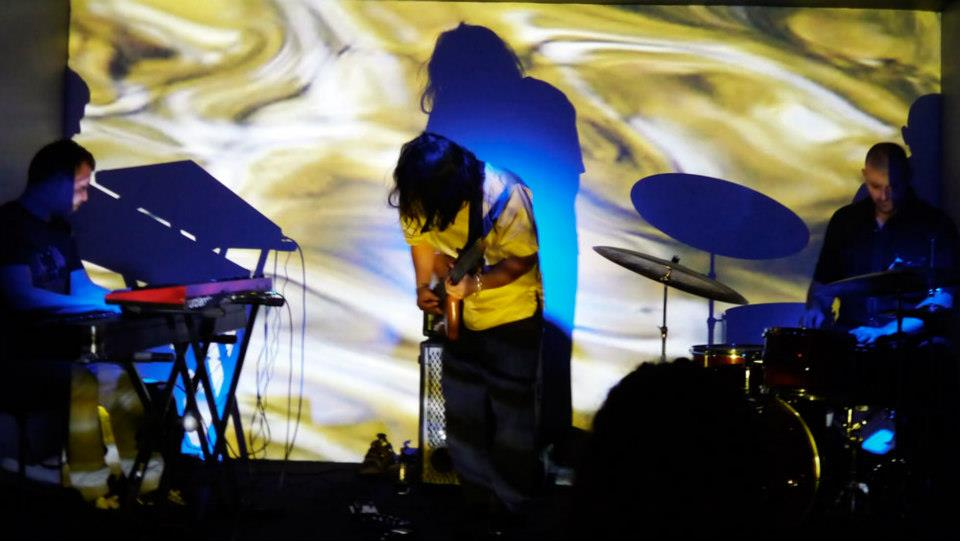
Stomu Takeishi mit Hernán Hecht und Mark Aanderud

- Paul Motian and the Electric Bebop Band (JMT, 1993)
- Ned Rothenberg / Tony Buck / Stomu Takeishi with Tronzo – The Fell Clutch (Animul 2005–6)
- Henry Threadgill & Make a Move: Everybodys Mouth’s a Book (Pi, 2001)
- Henry Threadgill This Brings Us to Volume 1 (Pi, 2009)
- Myra Melford’s Be Bread The Whole Tree Gone (Firehouse 12, 2010, mit Cuong Vu, Ben Goldberg, Brandon Ross, Matt Wilson)
- Taylor Ho Bynum 9-tette: The Ambiguity Manifesto (Firehouse 12, 2019)
- Stephanie Richards: Supersense (2020)